# Atletismo nos Jogos Asiáticos de 2022
O atletismo nos Jogos Asiáticos de 2022 foi realizado no Estádio Principal do Parque Esportivo Olímpico de Hangzhou, no Hangzhou Olympic Sports Expo Center, na cidade de Hangzhou, na China, entre os dias 29 de setembro a 5 de outubro de 2023.

## Masculino
| Evento                              | Ouro                                                                               | Prata                                                                 | Bronze                                                                                 |
| ----------------------------------- | ---------------------------------------------------------------------------------- | --------------------------------------------------------------------- | -------------------------------------------------------------------------------------- |
| 100 metros Detalhes                 | CHN China Xie Zhenye                                                               | THA Tailândia Puripol Boonson                                         | MAL Malaia Muhd Azeem Fahmi                                                            |
| 200 metros Detalhes                 | JPN Japão Koki Ueyama                                                              | KSA Arábia Saudita Abdullah Abkar Mohammed                            | TPE Taipé Chinês Yang Chun-han                                                         |
| 400 metros Detalhes                 | KSA Arábia Saudita Yousef Masrahi                                                  | JPN Japão Kentaro Sato                                                | BHR Bahrein Yusuf Ali Abbas                                                            |
| 800 metros Detalhes                 | KSA Arábia Saudita Essa Alis Kzwani                                                | IND Índia Mohammed Afsal Pulikkalath                                  | OMA Omã Husain Mohsin Al-Farsi                                                         |
| 1500 metros Detalhes                | QAT Catar Mohamad Al-Garni                                                         | IND Índia Ajay Kumar Saroj                                            | IND Índia Jinson Johnson                                                               |
| 5000 metros Detalhes                | BHR Bahrein Birhanu Balew                                                          | IND Índia Avinash Mukund Sable                                        | BHR Bahrein Dawit Fikadu                                                               |
| 10.000 metros Detalhes              | BHR Bahrein Birhanu Balew                                                          | IND Índia Kartik Kumar                                                | IND Índia Gulveer Singh                                                                |
| 110 metros com barreiras Detalhes   | KUW Kuwait Yaqoub Al-Youha                                                         | JPN Japão Shunya Takayama                                             | CHN China Xu Zhuoyi                                                                    |
| 400 metros com barreiras Detalhes   | QAT Catar Abderrahman Samba                                                        | QAT Catar Bassem Hemeida                                              | CHN China Xie Zhiyu                                                                    |
| Revezamento 4 × 100 metros Detalhes | CHN China Chen Guanfeng Xie Zhenye Yan Haibin Chen Jiapeng                         | JPN Japão Yoshihide Kiryu Yuki Koike Koki Ueyama Shoto Uno            | KOR Coreia do Sul Lee Jeong-tae Kim Kuk-young Lee Jae-seong Ko Seung-hwan Park Won-jin |
| Revezamento 4 × 400 metros Detalhes | IND Índia Muhammed Anas Yahiya Amoj Jacob Muhammed Ajmal Variyathodi Rajesh Ramesh | QAT Catar Abderrahman Samba Ashraf Osman Ismail Abakar Bassem Hemeida | SRI Sri Lanka Aruna Darshana Pabasara Niku Rajitha Rajakaruna Kalinga Kumarage         |

## Feminino
| Evento                              | Ouro                                                                           | Prata                                                                              | Bronze                                                                                                  |
| ----------------------------------- | ------------------------------------------------------------------------------ | ---------------------------------------------------------------------------------- | --- |
| 100 metros Detalhes                 | CHN China Ge Manqi                                                             | SGP Singapura Veronica Shanti Pereira                                              | BHR Bahrein Hajar Al-Khaldi                                                                             |
| 200 metros Detalhes                 | SGP Singapura Veronica Shanti Pereira                                          | CHN China Li Yuting                                                                | BHR Bahrein Edidiong Odiong                                                                             |
| 400 metros Detalhes                 | BHR Bahrein Kemi Adekoya                                                       | BHR Bahrein Salwa Eid Naser                                                        | MAS Malásia Shereen Samson Vallabouy                                                                    |
| 800 metros Detalhes                 | SRI Sri Lanka Tharushi Karunarathna                                            | IND Índia Harmilan Bains                                                           | CHN China Wang Chunyu                                                                                   |
| 1500 metros Detalhes                | BHR Bahrein Winfred Yavi                                                       | IND Índia Harmilan Bains                                                           | BHR Bahrein Marta Yota                                                                                  |
| 5000 metros Detalhes                | IND Índia Parul Chaudhary                                                      | JPN Japão Ririka Hironaka                                                          | KAZ Cazaquistão Caroline Chepkoech Kipkirui                                                             |
| 10.000 metros Detalhes              | BHR Bahrein Violah Jepchumba                                                   | JPN Japão Ririka Hironaka                                                          | KAZ Cazaquistão Caroline Chepkoech Kipkirui                                                             |
| 100 metros com barreiras Detalhes   | CHN China Lin Yuwei                                                            | IND Índia Jyothi Yarraji                                                           | JPN Japão Yumi Tanaka                                                                                   |
| 400 metros com barreiras Detalhes   | BHR Bahrein Kemi Adekoya                                                       | CHN China Mo Jiadie                                                                | IND Índia Vithya Ramraj                                                                                 |
| Revezamento 4 × 100 metros Detalhes | CHN China Liang Xiaojing Wei Yongli Yuan Qiqi Ge Manqi                         | THA Tailândia Supawan Thipat Supanich Poolkerd On-Uma Chattha Sukanda Petraska     | MAS Malásia Azreen Nabila Alias Zaidatul Husniah Zulkifli Nur Afrina Batrisyia Shereen Samson Vallabouy |
| Revezamento 4 × 400 metros Detalhes | BHR Bahrein Saad Mubarak Kemi Adekoya Zenab Moussa Ali Mahamat Salwa Eid Naser | IND Índia Vithya Ramraj Aishwarya Kailash Mishra Prachi Chaudhary Subha Venkatesan | SRI Sri Lanka Nadeesha Ramanayaka Jayeshi Uththara Lakshima Mendis Tharushi Karunarathna                |
| Maratona Detalhes                   | BHR Bahrein Eunice Chumba                                                      | CHN China Zhang Deshun                                                             | KGZ Quirguistão Sardana Trofimova                                                                       |

## Misto
| Event  | Ouro                                                               | Ouro    | Prata                                                                             | Prata   | Bronze                                                                             | Bronze  |
| ------ | ------------------------------------------------------------------ | ------- | --------------------------------------------------------------------------------- | ------- | ---------------------------------------------------------------------------------- | ------- |
| 4*400m | BHR Bahrein Musa Isah Kemi Adekoya Yusuf Ali Abbas Salwa Eid Naser | 3:14.02 | IND Índia Muhammad Ajmal Variyathodi Vithya Ramraj Rajesh Ramesh Subha Venkatesan | 3:14.34 | KAZ Cazaquistão Yefim Tarassov Adelina Zems Dmitriy Koblov Alexandra Zalyubovskaya | 3:24.85 |
| 35km   | CHN China Qieyang Shijie Wang Qin                                  | 5:16:41 | JPN Japão Masumi Fuchise Subaru Ishida                                            | 5:22:11 | IND Índia Manju Rani Ram Baboo                                                     | 5:51:14 |

## Medalhas
| Pos.                | País                  | Ouro | Prata | Bronze | Total |
| ------------------- | --------------------- | ---- | ----- | ------ | ----- |
| 1                   | China (CHN)           | 19   | 11    | 9      | 39    |
| 2                   | Bahrein (BHR)         | 10   | 1     | 5      | 16    |
| 3                   | Índia (IND)           | 6    | 14    | 9      | 29    |
| 4                   | Catar (QAT)           | 3    | 3     | 0      | 6     |
| 5                   | Japão (JPN)           | 2    | 7     | 8      | 17    |
| 6                   | Arábia Saudita (KSA)  | 2    | 2     | 1      | 5     |
| 6                   | Uzbequistão (UZB)     | 2    | 2     | 1      | 5     |
| 8                   | Sri Lanka (SRI)       | 1    | 1     | 2      | 4     |
| 9                   | Irã (IRI)             | 1    | 1     | 0      | 2     |
| 9                   | Singapura (SGP)       | 1    | 1     | 0      | 2     |
| 11                  | Filipinas (PHI)       | 1    | 0     | 0      | 1     |
| 11                  | Kuwait (KUW)          | 1    | 0     | 0      | 1     |
| 13                  | Tailândia (THA)       | 0    | 2     | 0      | 2     |
| 14                  | Coreia do Sul (KOR)   | 0    | 1     | 2      | 3     |
| 15                  | Coreia do Norte (PRK) | 0    | 1     | 0      | 1     |
| 16                  | Cazaquistão (KAZ)     | 0    | 0     | 4      | 4     |
| 17                  | Malásia (MAS)         | 0    | 0     | 3      | 3     |
| 18                  | Hong Kong (HKG)       | 0    | 0     | 1      | 1     |
| 18                  | Omã (OMA)             | 0    | 0     | 1      | 1     |
| 18                  | Quirguistão (KGZ)     | 0    | 0     | 1      | 1     |
| 18                  | Taipé Chinês (TPE)    | 0    | 0     | 1      | 1     |
| Total (21 entradas) | Total (21 entradas)   | 49   | 47    | 48     | 144   |

## Nações participantes
41 nações competiram no atletismo nos Jogos Asiáticos de 2022:
- AFG Afeganistão (2)
- BHR Bahrein (32)
- BAN Bangladesh (1)
- BHU Butão (1)
- CAM Camboja (10)
- CHN China (62)
- PRK Coreia do Norte (4)
- HKG Hong Kong (27)
- IND Índia (68)
- INA Indonésia (16)
- IRN Irã (8)
- IRQ Iraque (6)
- JPN Japão (55)
- JOR Jordânia (1)
- KAZ Cazaquistão (19)
- KOR Coreia do Sul (45)
- KUW Kuwait (7)
- KGZ Quirguistão (10)
- LAO Laos (4)
- LBN Líbano (3)
- MAC Macau (8)
- MAS Malásia (19)
- MDV Maldivas (12)
- MGL Mongólia (17)
- NEP Nepal (8)
- OMA Omã (8)
- PAK Paquistão (19)
- PHI Filipinas (24)
- QAT Catar (34)
- SAU Arábia Saudita (28)
- SGP Singapura (20)
- SRI Sri Lanka (14)
- SYR Síria (1)
- TPE Taipé Chinês (38)
- TJK Tajiquistão (4)
- THA Tailândia (53)
- TLS Timor-Leste (4)
- TKM Turcomenistão (2)
- UAE Emirados Árabes Unidos (2)
- UZB Uzbequistão (9)
- VIE Vietnã (12)